# インノケンティウス8世 (ローマ教皇)
インノケンティウス8世（インノケンティウス8せい、Innocentius Ⅷ、1432年 - 1492年7月25日）は、15世紀末のローマ教皇（在位：1484年 - 1492年）。本名はジョヴァンニ・バッティスタ・チーボ（Giovanni Battista Cybo (Cibo)）。回勅によって魔女狩りと異端審問を活発化させた。同時に聖職売買、親族登用、派手な女性関係など、堕落した中世的な教皇の典型と見なされる。

## 生涯
ジョヴァンニ・バティスタ・チーボはジェノヴァ生まれで、父はカリストゥス3世時代のローマで元老院議員を務めたアラン・チーボ。若き日をナポリ王国の宮廷で過ごし、パドヴァとローマで教育を受けた。ローマで司祭に叙階され、ニコラウス5世の異母弟にあたるカランドニーニ枢機卿の随員になった。やがてパウルス2世の下でサヴォナの司教位を、1473年にシクストゥス4世の甥ジュリアーノ・デッラ・ローヴェレ（後のユリウス2世）の後押しで枢機卿に選ばれ、1484年8月29日にシクストゥス4世の死後教皇職を引き継いだ。この時のコンクラーヴェも相変わらずの党派間の争いに終始した。
教皇になると、キリスト教国に対し合同して異端（異教徒）討伐の義軍を起こすよう呼びかけた。しかし、オスマン帝国のバヤズィト2世が教皇に年4000ドゥカットの支払いを約束し、イエスの脇腹を刺し抜いたとされる聖槍を贈り物として差し出すと、ローマに滞在していた弟ジェム（バヤズィト2世の王位をうかがう恐れがあった）を幽閉することを約束している。この事から分かるように、どの程度まで真剣に異教徒（異端）討伐を考えていたのか分からない。1486年にはイングランド王ヘンリー7世を、継承権、戦争の実績、国民支持という3つの点において正統な王位継承者として認めている。
インノケンティウス8世は1484年12月5日の有名な回勅「スンミス・デジデランテス」 (Summis desiderantes affectibus) で、ドイツにおける魔術師と魔女の存在を激しく糾弾している。教皇の魔術師に対する敵意は、1487年の「魔女への鉄槌（マレウス・マレフィカルム）」 (Malleus Maleficarum) でさらにはっきりと示されることになる。さらに1487年には、アラゴン王フェルナンド2世の推薦の受けていたトマス・デ・トルケマダ (Tomás de Torquemada) をスペインの異端審問所長官として認めている。スペイン異端審問は教皇の権威を利用し、フェルナンド2世の政治的武器としてさかんに利用された。また、ヴァルド派に対する殲滅戦を意図し、この戦いに従事するものに免償を与えると発表している。1486年には、ピコ・デラ・ミランドラの多くの著作を禁書に指定してもいる。
インノケンティウス8世の治世で起こった最大のイベントは、1492年1月のグラナダ陥落である。レコンキスタの完成となったこの出来事はバチカンでも祝われた。イスラム教徒の奴隷100名を送られた教皇は、フェルナンド2世に「カトリック王」の称号を与えている（1496年にアレクサンデル6世がイサベル1世と共にカトリック両王の称号を授けた）。
インノケンティウス8世は1492年6月25日にこの世を去ったが、多くの子供を残していた。「多くの悪い息子達が生まれ、娘達も生まれた。まさにこの人こそローマの父である」という言葉は、贅沢を尽くし、乱れた私生活を送っていた教皇に送られた痛烈な皮肉の言葉であった。ネポティズム（親族登用主義）は根深く、教皇はその子供達に多くの特権を与えている。ジロラモ・サヴォナローラはこの教皇の乱れた生活を厳しく糾弾していた。
庶子の1人・フランチェスケット・チーボはフィレンツェ共和国の事実上の支配者・ロレンツォ・イル・マニフィコの娘マッダレーナを娶った。この縁談でロレンツォの次男・ジョヴァンニ（後のレオ10世）は枢機卿に登用された。